# 羅伯特·沃特
羅伯特·沃特（英語：Robert Walter，1948年5月30日—）是一位英格蘭政治人物，他的黨籍是保守黨。自1997年至2015年，他擔任北多塞特選區選出的英國下議院議員。